# Оншенонкур-е-Шазел
Оншенонкур-е-Шазел (фр. Anchenoncourt-et-Chazel) насеље је и општина у источној Француској у региону Франш-Конте, у департману Горња Саона која припада префектури Везул.
По подацима из 2011. године у општини је живело 235 становника, а густина насељености је износила 16,89 становника/km². Општина се простире на површини од 13,91 km². Налази се на средњој надморској висини од 352 метара (максималној 355 m, а минималној 227 m).

## Демографија
| 1962. | 1968. | 1975. | 1982. | 1990. | 1999. | 2011. |
| ----- | ----- | ----- | ----- | ----- | ----- | ----- |
| 256   | 266   | 246   | 248   | 254   | 226   | 235   |

График промене броја становника у току последњих година